# 주조

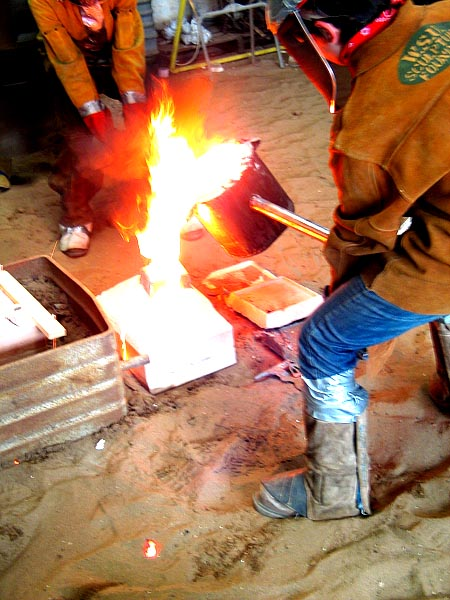
주조의 모습

주조(鑄造)는 재료(주로 철, 알루미늄 합금, 구리, 황동 등의 금속)를 융점보다 높은 온도에서 가열하여 액체로 만들어 거푸집에 부어 굳히는 가공 방법이다. 주조에 사용되는 형식을 주형(鑄形)이라고 하며, 주조로 만들어진 제품을 주물(鑄物)이라고한다. 영어로 casting이라고 하면, 주조 및 주물 모두를 가리킨다. 고대 이전부터 있던 가공 방법으로 지금도 주조라는 기술을 대량생산 제품에 폭넓게 활용하고 있다.

## 주형
재료나 열처리나 용해 금속 주입(注入)의 방식에 따라서 분류된다. 주형의 재료로서 옛날에는 흙이 주된 것이었으나, 최근에는 흙 외에 석고나 금속도 사용하게 되었다. 흙으로는 형을 800℃ 정도로 장시간 굽는 소형(燒型)이나 건조시키는 건조형, 날것인 상태의 생형(生型) 등이 있고, 소형은 미술품에, 건조형은 철병(鐵甁) 등에, 생형은 기계주물에 쓰이고 있다. 원형의 재료로는 나무, 금속, 석고 외에 납도 사용된다. 납을 사용함으로써 복잡한 동일형상의 것을 다량으로 생산하는 방법으로 최근에는 모스트왁스법이 개발되어 왔다. 용해 금속의 주입 방법으로서는 옛날에는 용해 금속의 무게에 의뢰할 뿐이었으나, 최근에는 압축력을 사용하는 압박주조나 회전의 원심력을 이용하면 제품의 재질이 치밀해져서 튼튼하게 되고, 또한 뒤틀림도 적어서 형이 비교적 정확하게 된다. 자형(雌型, 수틀)에 금속을 사용하여 이와 같은 강한 압력을 가하여 주조하는 다이캐스트(die-cast)법은 근년 급속한 진보를 하고 있다. 더욱이 주조의 일반적인 특성은 단금이나 추금으로서는 제작하기 어려운 복잡한 형상의 것이라도 제작할 수 있으며, 크기도 대불(大佛)에서 반지 따위 소형의 액세서리까지 자유롭다. 다만 같은 크기일 경우에는 단금이나 추금 제품에 비하여 수배의 무게나 되어 충격을 받으면 무르고 파괴되기 쉬운 결점이 있다.

## 주조기술
주조기술의 역사는 대단히 오래여서 전 3,000-4,000년의 옛부터 행하여지고 있었다. 주형(鑄型)에는 석형, 목형 찰흙형, 납형(蠟型) 등이 미술공예의 주조에 사용되었다. 또한 한 개의 형(거푸집)에서 만드는 총형(總型)법과 여러 개로 분할된 기형(寄型=모아맞추기 형)법 등이 있다. 주조의 내부를 공동(空洞)으로 하기 위해서는 외형의 내부에 알맹이(中心=中型)를 만들어－이로써 동의 두께가 결정된다. －그 틈새에 용해한 구리를 드어붓는다.
외형에는 생형(生型)과 소형(燒型；구운 형)의 두 가지가 있어서 생형은 주로 평면에 가까운 것을 만들 경우이고, 소형은 주로 입체적인 상의 주형에 쓰인다.
이집트의 <페피 1세와 그 아들>(기원전 4000년)의 입상(立像)은 납형(蠟型) 주조법과 때려만들기 기법을 병합한 가장 오래 된 작품이다. 주조에 사용되는 금속은 금, 은, 청동, 주석, 안티모니(antimony) 등이 쓰이는데, 그 중에서도 청동(브론즈, 일반적으로 唐金으로 불리고 있다)은 지금(地金)의 질이 좋고 발색도 아름다워 대표적인 재료이다.
빛깔붙이기는 주조가 사이에서는 서로 비법(秘法)이라고 하여 발표하는 것을 좋아하지 않는데 지금(地金)의 질에 따라서 빛깔을 내는 방식이 달라진다. 일반적으로 사용되고 있는 빛깔붙이기는 다갈색(茶褐色)을 내자면 정종 속에 오랫동안 쇠부스러기를 넣어둔 용액(일반적으로 鐵漿)을 칠한다. 흑색에는 단반을 산(酸)에 녹여서 소금을 섞은 액을 끓여서 칠한다. 청동색을 내자면 암모니아의 엷은 액을 여러 번 칠한다. 그 밖에 화학적으로 발색시키는 방법을 연구하면 된다.